# フィリポ・ブカヤロ
フィリポ・ブカヤロ（Filipo Bukayaro、1999年3月18日 - ）は、フィジーのラグビー選手。

## プロフィール
- フィジー出身[2]。
- ポジションはスクラムハーフ(SH)。
- 身長 172cm、体重 72kg

## 略歴
2022年、ラグビーワールドカップセブンズ2022の7人制フィジー代表に選ばれて優勝に貢献。